# Едвард Овен
Едвард Овен (Манчестер, 6. новембар 1886 — Лондон, 24. септембар 1949) је бивши атлетичар Уједињеног Краљевства учесник Олимпијских игара 1908. и 1912..
На Летњим олимпијским играма 1908. у Лондону, Овен је учествовао само у једној дисципли атлетског програма. У трци на 5 миља, заузео је друго место иза свог клупског колеге Емила Војта. Овенов резултат је био 25:37,2 минута.
Четири године касније на Олимпијским играма 1912. у Стокхолму, где се такмичио у две дисциплине трчања на: 1.500 м појединачно и у екипној трци на 3.000 метара. Трку на 1.500 метара није завршио, па нема пласман, док је у екипној трци где су се рачуно пласман најбоље тројице, од пет чланова екипе освојио сребрну медаљу, иако није био међу првом тројицом, јер медаље добија комплетна екипа.